# Homochlodes sartina
Homochlodes sartina là một loài bướm đêm trong họ Geometridae.